# Aloe seretii
Aloe seretii är en grästrädsväxtart som beskrevs av De Wild. Aloe seretii ingår i släktet Aloe och familjen grästrädsväxter. Inga underarter finns listade i Catalogue of Life.